# Connie Willis
Constance Elaine Trimmer Willis (n. 31 decembrie 1945) este o scriitoare americană de literatură științifico-fantastică.
Willis a câștigat, printre alte premii, unsprezece premii Hugo și șapte Premii Nebula. Cel mai recent a câștigat premiile Hugo și Nebula pentru romanu Blackout/All Clear (august 2010). În anul 2009 a intrat în Science Fiction Hall of Fame, iar în 2011 Science Fiction Writers of America a desemnat-o al 28-lea Grand Master.
Unele dintre operele sale vorbesc despre călătoria în timp a unor studenți la istorie în cadrul unei facultăți de la Universitatea Oxford — considerate parte a unei serii intitulată Călătoria în timp. Seria cuprinde povestirea "Cei care pândesc focul" (1982, care a apărut și în câteva antologii), romanele Cartea Judecății de Apoi și To Say Nothing of the Dog (1992 și 1998), precum și romanul în două părți Blackout/All Clear (2010). Toate patru au câștigat premiul Hugo și, în afară de To Say Nothing of the Dog, premiul Nebula.

## Biografie
Willis a absolvit în 1967 Colegiul de stat Colorado, în prezent University of Northern Colorado. Ea locuiește în Greeley, Colorado cu soțul ei Courtney Willis, fost profesor de fizică la universitatea sus menționată. Cei doi au o fiică pe nume Cordelia.
Prima povestire publicată de Willis a fost "The Secret of Santa Titicaca" în numărul din iarna anului 1970 al revistei Worlds of Fantasy. Între 1978-80 au urmat cel puțin șapte povestiri, înainte ca ea să-și publice romanul de debut, Water Witch (1982), scris împreună cu Cynthia Felice și apărut la Ace Books. După ce a primit în același an distincția National Endowment for the Arts, ea și-a părăsit slujba de profesor și a devenit scriitor profesionist.
Gary K. Wolfe scria: „Willis, fostul superstar comic al convențiilor SF - desemnarea ei ca maestru de ceremonii este ca și cum l-ai pune iar pe Billy Crystal să prezinte Oscarul – și autoarea unora dintre cele mai amuzante povestiri ale genului, este o femeie mult mai complexă și importantă decât o reflectă popularitatea ei și, pe lângă succesul repurtat în domeniul comediei și al parodiei, vrea să ne arate că este și o scriitoare importantă”."

## Stil
Stilul lui Willis se apropie de comedia manierelor. Protagoniștii ei au de-a face, de obicei, cu persoane care desfășoară activități ilogice, cum ar fi încercarea de a organzia o sesiune de sunat din clopoțel în mijlocul unei epidemii mortale (Cartea Judecății de Apoi), sau efortul frustrant de a analiza experiențe aproape de moarte prin punerea cuvintelor în gura celor intervievați (Passage).
Printre alte teme și procedee stilistice se numără:
- savantul ca protagonist (tema principală a romanului Bellwether, care e prezentă și în alt roman, Passage, în nuvela "Uncharted Territory" și, într-o măsură mai mică, în universul Fire Watch).
- aversiunea față de corectitudinea politică dusă la extrem (supra-aprecierea culturilor indigene în "Uncharted Territory", stanțele anti-fumat din romanul Bellwether, cenzurarea „substanțelor care creează dependență” din romanul Remake și cenzurarea unei clase de engleză în povestirea „Mult zgomot pentru nimic”).
- includerea cercetării meticuloase, a amănuntelor legate tangențial sau simbolic cu firul narativ (toanele în Bellwether, obiceiurile de împerechere în "Uncharted Territory", filmele vechi în Remake, dezastrul navei Titanic în Passage, faimoasa pereche de amanți damnați din To Say Nothing of the Dog).
- încercarea constantă de a prezenta probleme care țin de lăcomie, pierdere și moarte.
- Comedia romantică similară filmelor hollywoodiene din anii '40, adusă la zi[33]

Willis este o scriitoare SF extrem de apreciată, mare parte a scrierilor sale explorând științele sociale. De multe ori introduce în povestirile ei tehnologia pentru a-i direcționa pe cititori către întrebări legate despre impactul pe care acestea le au asupra lumii. De exemplu, Lincoln's Dreams nu tratează doar psihologia viselor, ci și rolul lor ca indicatori ai bolii, în timp ce Bellwether se preocupă aproape exclusiv de psihologia umană.
Printre alte teme, "Uncharted Territory" analizează până la ce nivel poate modela tehnologia problema genurilor. Romanul Remake pune laolaltă filmele vechi și revoluția grafică computerizată cu proprietatea intelectuală, problematica drepturilor de autor digitale și cea a domeniului public.
Alte scrieri ale lui Willis explorează științele așa-zis grele, în spiritul tradiției clasice a SF-ului. "The Sidon in the Mirror" revine la romantismul interplanetar și interstelar al anilor '30 și '40, "Samaritean" reprezintă o altă viziune asupra ideii lui Heinlein din "Jerry Was a Man", în timp ce "Luna albăstruită" și "Scrisoare informativă" amintesc de "The Year of the Jackpot" și Mânuitorii de zombi ai aceluiași Heinlein.

## Opera

### Romane și nuvele

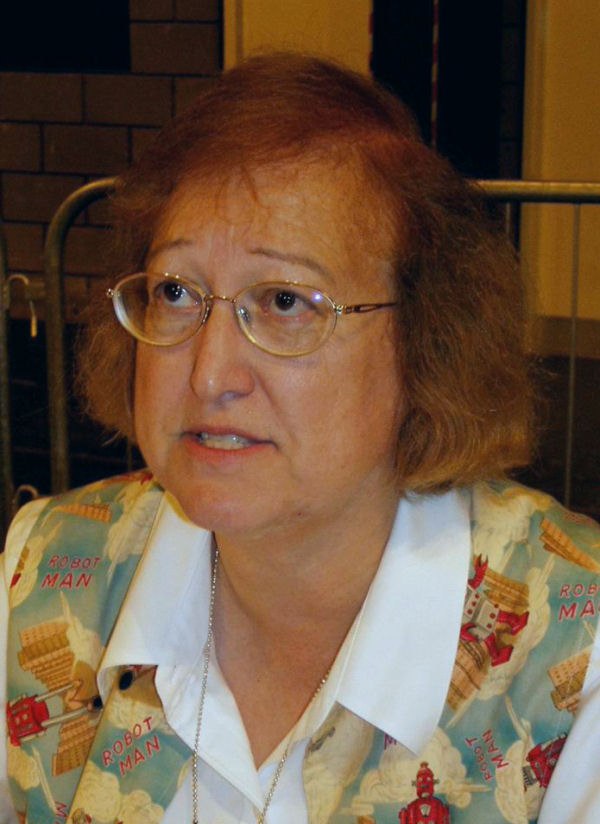
Connie Willis în 2005

- Water Witch (1982) - cu Cynthia Felice
- Lincoln's Dreams (1987) - a câștigat premiul John W. Campbell, nominalizare premiul Locus pentru cel mai bun roman, 1988[34]
- Light Raid (1989) - cu Cynthia Felice
- Doomsday Book (1992) - a câștigat premiul Nebula, nominalizare premiul BSFA, 1992;[35] a câștigat premiul Hugo și Locus pentru cel mai bun roman SF, nominalizare premiul Arthur C. Clarke, 1993[36]

ro. Cartea Judecății de Apoi - editura Pygmalion 2004, Nemira 2014
- Uncharted Territory (1994)
- Remake (1995) - nominalizare premiul Hugo, 1996[37]

ro. Remake - editura Pygmalion 2005
- Bellwether (1996) - nominalizare premiul Nebula, 1997[38]
- Promised Land (1997) (cu Cynthia Felice)
- To Say Nothing of the Dog (1998) - a câștigat premiul Hugo și premiul Locus pentru cel mai bun roman SF, 1999;[39] nominalizare premiul Nebula, 1998[40]
- Passage (2001) - a câștigat premiul Locus pentru cel mai bun roman, nominalizare Hugo și Arthur C. Clarke, 2002;[41] nominalizare premiul Nebula, 2001[42]
- Inside Job (2005)

ro. Intrusul  - Sci-Fi Magazin, numărul 10 (iulie 2008)
- D.A. (2007)
- All Seated on the Ground (2007)
- Blackout (2010)
- All Clear (2010) - volumul al doilea al romanului Blackout, a câștigat premiul Nebula în 2010,[43] premiul Locus în 2011,[44] și premiul Hugo în 2011[45]
- All About Enemy (2011)

### Colecții de povestiri
- Fire Watch (1984) - povestirea din titlu a câștigat în 1982 Premiul Hugo și Premiul Nebula
- Impossible Things (1993)
- Futures Imperfect (1996) - ediție omnibus care conține romanele Uncharted Territory, Remake și Bellwether
- Even the Queen: And Other Short Stories (1998) - înregistrare audio a lui Connie Willis citind 5 povestiri, printre care "Chiar și Regina", "Death on the Nile" și "La Rialto".
- Miracle and Other Christmas Stories (1999)
- Vânturile de la Marble Arch (2007)
- The Best of Connie Willis: Award-Winning Stories (2013)[46]

### Povestiri
| - "Samaritan" (1978) ro. Samaritean - "Capra Corn" (1978) - "Daisy, in the Sun" (1979) ro. Daisy, în soare - "And Come from Miles Around" (1979) - "The Child Who Cries for the Moon" (1981) - "Distress Call" (1981) - "A Letter from the Clearys" (1982) ro. O scrisoare de la familia Cleary - "Fire Watch" (1982) ro. Cei care pândesc focul - "Service For the Burial of the Dead" (1982) ro. Slujba de îngropăciune a morților - "Lost and Found" (1982) - "The Father of the Bride" (1982) - "Mail Order Clone" (1982) - "And Also Much Cattle" (1982) - "The Sidon in the Mirror" (1983) - "A Little Moonshine" (1983) - "Blued Moon" (1984) ro. Luna albăstruită - "Cash Crop" (1984) ro. Recoltă pentru vânzare - "Substitution Trick" (1985) - "The Curse of Kings" (1985) ro. Blestemul regilor - "All My Darling Daughters" (1985) ro. Fiicele mele iubite - "And Who Would Pity a Swan?" (1985) - "With Friends Like These" (1985) - "Chance" (1986) ro. Soartă - "Spice Pogrom" (1986) - "The Pony" (1986) - "Winter's Tale" (1987) - "Schwarzchild Radius" (1987) - "Circus Story" (1987) - "Lord of Hosts" (1987) - "Ado" (1988) ro. „Mult zgomot pentru nimic” | - "The Last of the Winnebagos" (1988) ro. Ultimul Winnebago - "Dilemma" (1989) - "Time Out" (1989) - "At the Rialto" (1989) ro. La Rialto - "Cibola" (1990) - "Miracle" (1991) - "Jack" (1991) ro. Jack - "In the Late Cretaceous" (1991) ro. În Cretacicul târziu - "Much Ado About [Censored]" (1991) - "Even the Queen" (1992) ro. Chiar și Regina - "Inn" (1993) ro. Hanul - "Close Encounter" (1993) - "Death on the Nile" (1993) - "A New Theory Explaining the Unpredictability of Forecasting the Weather" (1993) - "Why the World Didn't End Last Tuesday" (1994) - "Adaptation" (1994) - "The Soul Selects Her Own Society: Invasion and Repulsion: A Chronological Reinterpretation of Two of Emily Dickinson's Poems: A Wellsian Perspective" (1996) ro. Sufletul își alege o lume - "In Coppelius's Toyshop" (1996) - "Nonstop to Portales" (1996) ro. Non-stop spre Portales - "Newsletter" (1997) ro. Scrisoare informativă - Cat's paw (1999) - "Epiphany" (1999) ro. Revelație - "The Winds of Marble Arch" (1999) ro. Vânturile de la Marble Arch - "deck.halls@boughs/holly" (2001) - "Just Like the Ones We Used to Know" (2003) ro. Aidoma acelora pe care i-am cunoscut cândva (2003) - "New Hat" (2008) |

### Altele
- Roswell, Vegas, and Area 51: Travels with Courtney (2002)

### Eseuri
- On Ghost Stories (1991)
- Foreword (1998)
- Introduction (1999)
- The Nebula Award for Best Novel (1999)
- The 1997 Author Emeritus: Nelson Bond (1999)
- The Grand Master Award: Poul Anderson (1999)
- A Few Last Words to Put It All in Perspective (1999)

## Premii
Premii Hugo
Câștigate
"Cei care pândesc focul" : nuveletă : 1983
"Ultimul Winnebago" : nuvelă : 1989
Cartea Judecății de Apoi : roman : 1993
"Chiar și Regina" : povestire scurtă : 1993
"Death on the Nile" : povestire scurtă : 1994
"Sufletul își alege o lume" : povestire scurtă : 1997
To Say Nothing of the Dog : roman : 1999
"Vânturile de la Marble Arch" : nuvelă : 2000
"Inside Job" : nuvelă : 2006
"All Seated on the Ground" : nuvelă : 2008
Blackout/All Clear : roman : 2011
Nominalizări
"Daisy, în soare" : povestire scurtă : 1980
"The Sidon in the Mirror" : noveletă : 1984
"Luna albăstruită" : noveletă : 1985
"Spice Pogrom" : nuvelă : 1987
"La Rialto" : noveletă : 1990
"Time-Out" : nuvelă : 1990
"Cibola" : povestire scurtă : 1991
"În Cretacicul târziu" : povestire scurtă : 1992
"Jack" : nuvelă : 1992
"Miracle" : noveletă : 1992
Remake : roman : 1996
Passage : roman : 2002
"Aidoma acelora pe care i-am cunoscut cândva" : nuvelă : 2004
Premii Nebula
Câștigate
"Cei care pândesc focul" : noveletă : 1983
"O scrisoare de la familia Cleary" : povestire scurtă : 1983
"Ultimul Winnebago" : nuvelă : 1988
"La Rialto" : novelette : 1990
Cartea Judecății de Apoi : roman : 1993
"Chiar și Regina" : povestire scurtă : 1993
Blackout / All Clear : roman : 2010
Nominalizări
"The Sidon in the Mirror" : noveletă : 1984
"Schwarzschild Radius" : noveletă : 1988
"Jack" : nuvelă : 1992
"Death on the Nile" : noveletă : 1994
Bellwether : roman : 1998
To Say Nothing of the Dog : roman : 1999
Passage : roman : 2002
"Aidoma acelora pe care i-am cunoscut cândva" : nuvelă : 2005
Premiul Locus
Câștigate
Cartea Judecății de Apoi: roman SF: 1993
To Say Nothing of the Dog: roman SF: 1999
Passage: roman SF: 2001
Nominalizări
Lincoln's Dreams: roman fantasy: 1988
Premiul Arthur C. Clarke
Nominalizări
Cartea Judecății de Apoi: roman SF : 1993
Passage: roman SF: 2001
Premiul World Fantasy
Nominalizări
"Soartă" : nuvelă : 1987
"Vânturile de la Marble Arch" : nuvelă : 2000
Premiul John W. Campbell
Câștigate
Lincoln's Dreams : 1988
Premiul BSFA (British Science Fiction Association Award)
Nominalizări
Cartea Judecății de Apoi : roman SF : 1993